# Schloss Frohnburg

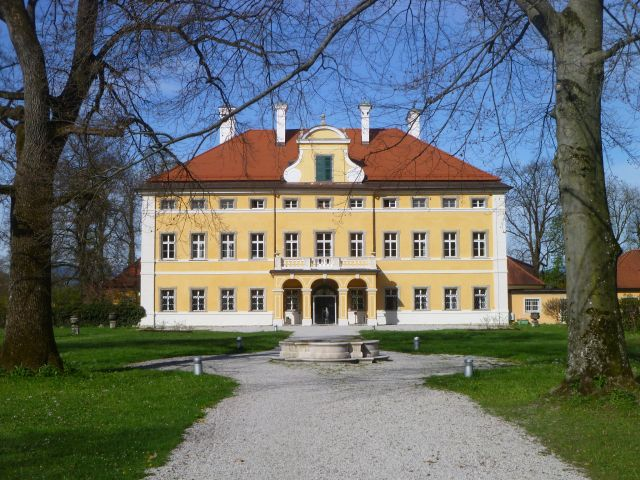
Die Frohnburg

Die Frohnburg (nicht selten auch Fronburg) liegt an der Hellbrunner Allee Nr. 53 in Salzburg im Landschaftsgarten Hellbrunn. Es wurde in der Geschichte auch Grafenauerhof oder Schloss Kuenburg genannt und ist ein typisches Salzburger Landschloss.

## Geschichte
Der Name Frohnburg leitet sich vermutlich von althochdeutsch fro ‚Herr, Gebieter‘ her und bedeutet so viel wie ‚Herrenschloss‘. Das Verwenden des Wortes Burg bei der Namensgebung derartiger Bauten erinnert an die seit dem Mittelalter geltende Bedeutung des Wortes als eine befestigte oder unbefestigte Anlage eines Adeligen oder Herrschers. Denkbar ist aber auch eine Ableitung vom Besitz der Froberg, deren Name in einem einzelnen Dokument auch Fronberg geschrieben wurde.
Vor 1618/19 als kleiner Bau ("Stöckl)" vom edlen Rath und Obristkämmerer Johann Georgen von Tullier Freiherr zu Froberg erbaut, kam der gesamte Besitz 1670 samt Stöckl ins Eigentum der Grafen Kuenburg, die es ununterbrochen bis 1960 besaßen.  1672 bewilligte Erzbischof Max Gandolf Kuenburg dem genannten Grafen "am Hellbrunnerweg" einen Augrund von  14.784 Klafter. Im gleichen Jahr begann der Neubau. Ob alte Bausubstanz aus dem frühen 17. Jahrhundert im Neubau erhalten blieb, könnten nur eingehende Untersuchungen klären. Aus dem Jahr 1758 stammen zwei Entwürfe für Wagenschuppen (im Salzburger
Museum).
Nach dem Zweiten Weltkrieg wurden die Gebäude von den amerikanischen Besatzern beschlagnahmt. 1960 erwarb die Republik Österreich die Frohnburg, um die verschiedenen Räume für die Akademie Mozarteum (später Universität Mozarteum) und für das Carl-Orff-Institut zu nutzen. Später kam hier ein Studentenheim dazu. Bis heute blieb das Schloss Teil der Universität Mozarteum.
Das Schloss fungierte im Film The Sound of Music (1965) neben dem Schloss Leopoldskron für die Außenaufnahmen als Villa der Familie von Trapp.
Die Wappenkartusche über dem Eingangsportal im Osten erinnert an die lange Zeit der Kuenburger. Das Schloss samt Schlossgarten ist allseitig von einer hohen Mauer umgeben.

## Schlossgarten und Schlosshof

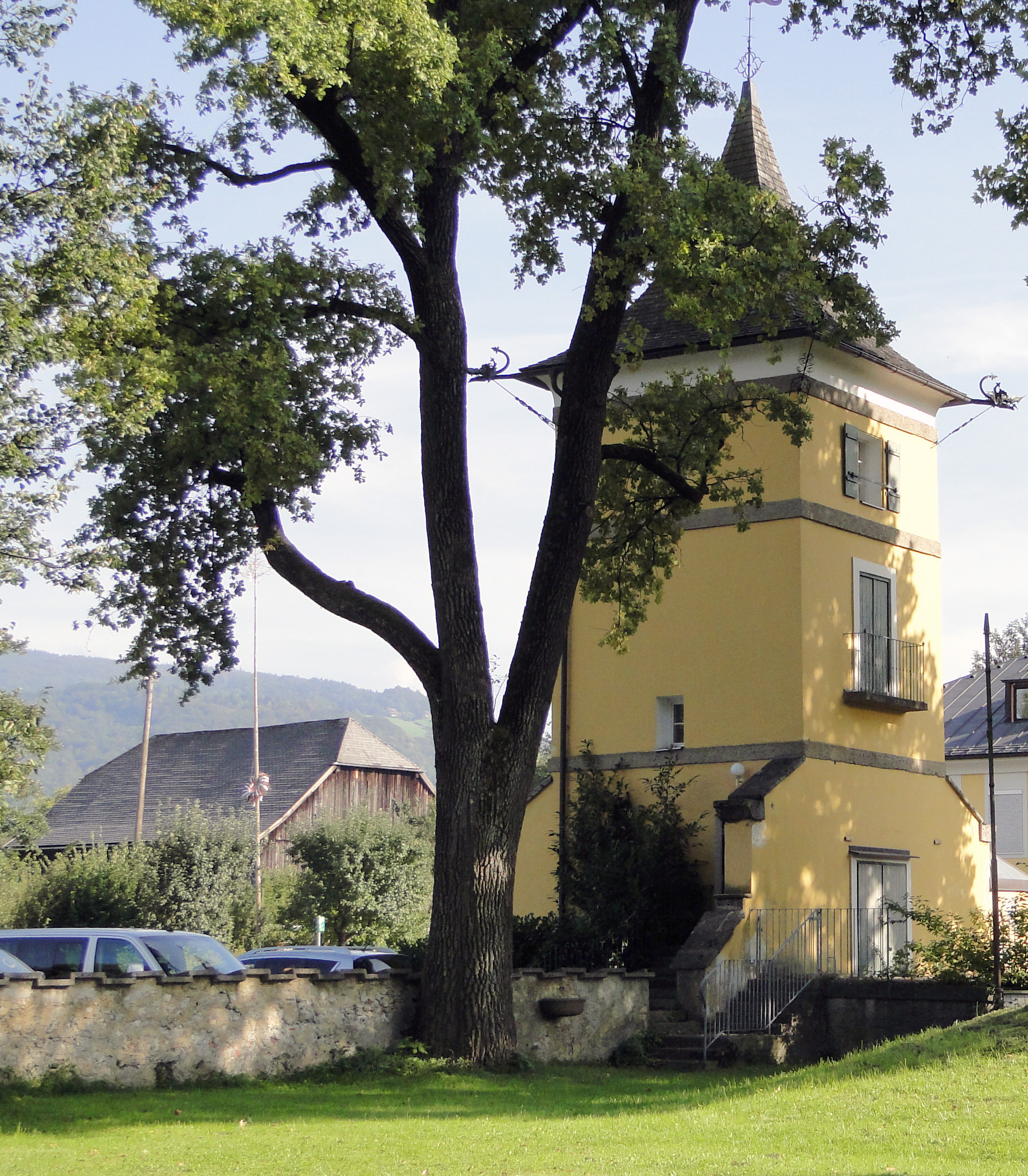
Wasserturm der Frohnburg

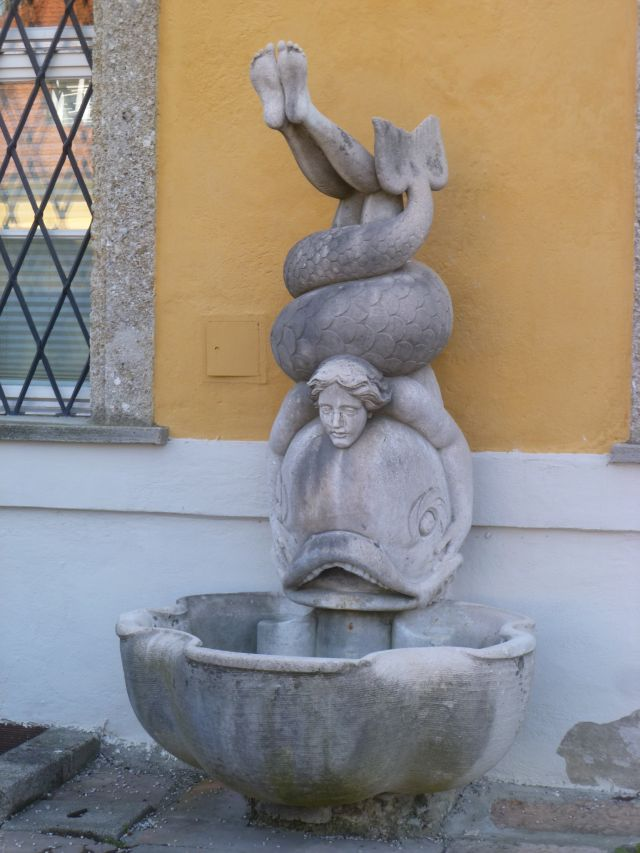
Delfinbrunnen aus dem 3. Viertel des 17. Jahrhunderts mit dem auf dem Delfin reitenden Amor

Der Schlosshof befindet sich an der Westseite des Schlosses, also alleeseitig bei der historisch einzigen Zufahrt. Das schmiedeeiserne Einfahrtstor an der Hellbrunner Allee von beiderseitigen Pförtner- und Gärtnerhäuschen flankiert, stammt aus dem 17. Jahrhundert.
Das Schloss mit dem einst prachtvollen barocken Schlossgarten blickt nach Osten zur Salzach hin. Vom barocken Schlossgarten sind vor allem zwei geometrische Gartenweiher, die zentrale Brunnenschale (um 1954 wohl von Besatzungssoldaten eingegraben, im Jahr 2000 ausgegraben und wiederhergestellt) erhalten. Bemerkenswert ist auch der Wandbrunnen mit einer Darstellung von Amor auf dem Delfin. Es handelt sich um eine Nachbildung eines antiken Originals, das aus den Farnesischen Sammlungen stammt und sich heute im Archäologischen Nationalmuseum Neapel befindet. Bereits die Kataloge des 19. Jahrhunderts halten fest, dass es sich bei der original geflügelten Figur nicht um Arion handeln kann. Die Plastik wurde unter der falschen Bezeichnung Alpheus auch in Giovanni Battista Cavalieris Antiquarum statuarum urbis Romae tertius et quartus liber (Roma 1593, fol. 63) abgebildet.
Die einst landschaftsprägende baumbestandene Schlossachse in die Grafenau (auch Herrenau oder Josefiau genannt), ist teilweise erkennbar, und seit 2014 wieder gemäß historischen Vorbildern als Obstbaumallee ausgeführt. Die einstige Brücke in der Schlossachse über den einstigen Eschenbach ist heute nur mehr ansatzweise zu erkennen und von einem Parkplatz landschaftlich stark beeinträchtigt.
Über eine Wiederbelebung des Eschenbaches wurde ebenso wie über eine Wiederanlage des Barockgartens mehrfach nachgedacht, sie würden das Schlossensemble der Frohnburg entscheidend aufwerten.

## Meierhof
Der alte Hof der Frohnburg-Meierei, östlich des Schlossparkes gelegen, ist vorbildlich erhalten und wird jüngst als Montessori-Kindergarten genutzt.

## Fotos

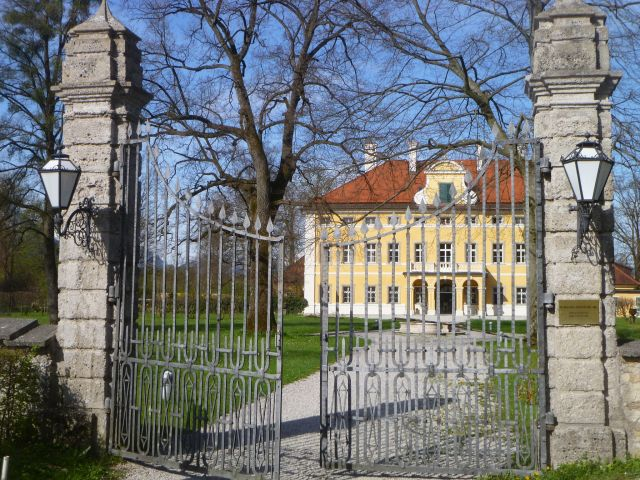
Frohnburg: Eingangstor von Osten
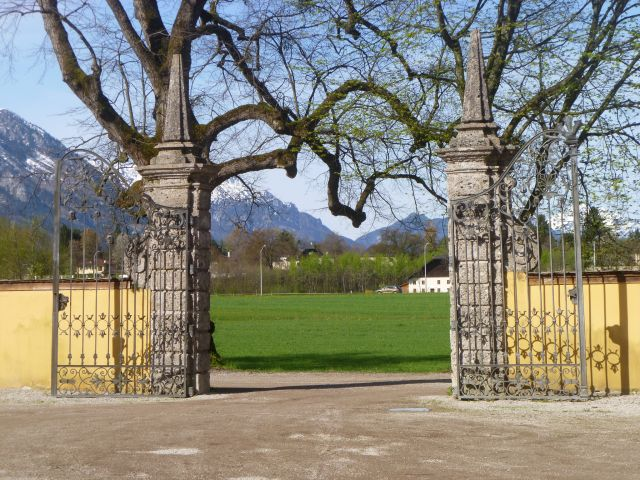
Frohnburg: Ausblick zur Hellbrunner Allee
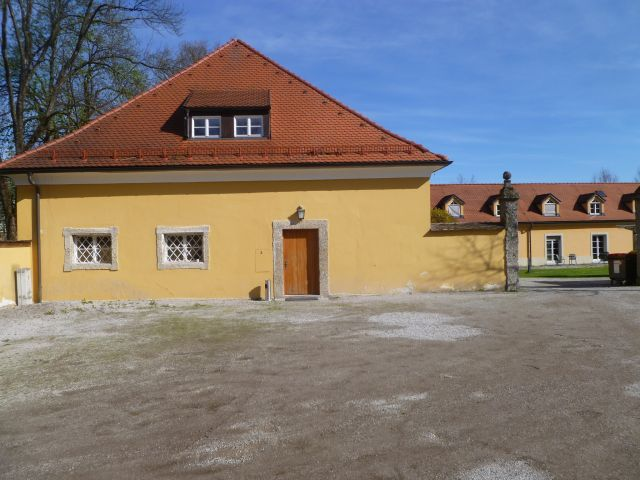
Frohnburg: Schlosshof
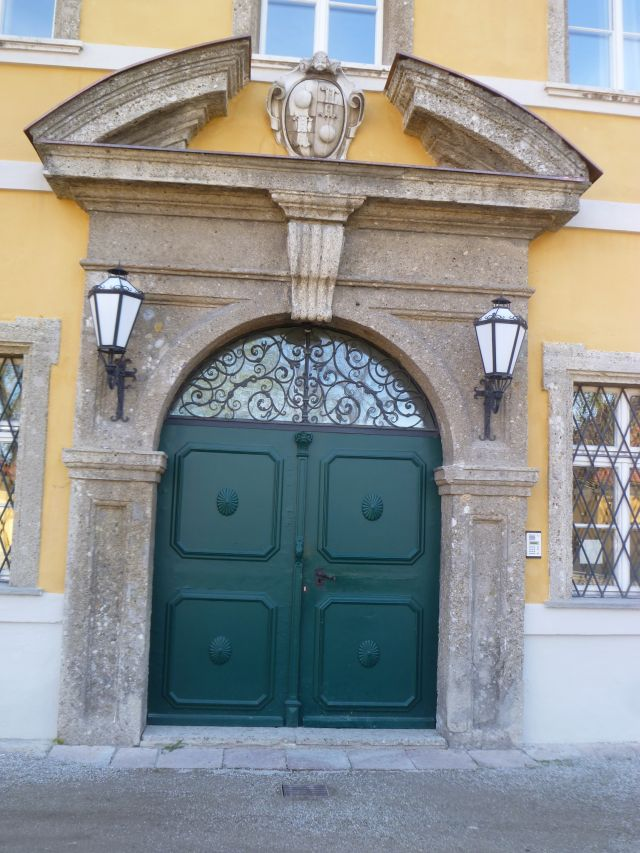
Frohnburg: Tor mit Wappen
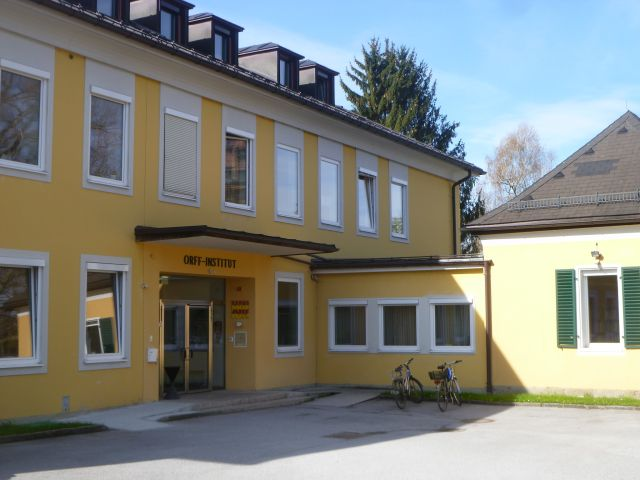
Frohnburg: Orff-Institut